# Matko Boží, neslýcháno
Matko Boží, neslýcháno je původně německá mariánská píseň. Je psána ve třičtvrtečním taktu a tónině Es dur.
Text k původní německé verzi písně Milde Königin, gedenke (česky Vlídná královno, pamatuj) napsal roku 1840 Anton von Pilat, autorem hudby z roku 1857 je jezuita Franz Xaver Weninger. Německá verze má celkem sedm slok. Píseň se rychle rozšířila v německojazyčných oblastech střední Evropy a na jejím základě vznikl také český text. Česká verze byla pod názvem Matko, Boží neslýcháno vytvořena neznámým autorem a otištěna prvně v druhém díle Svatojánského kancionálu roku 1864. První česká verze písně měla šest slok. V jednotném kancionálu je píseň uváděna pod číslem 807 s upraveným nápěvem a změněným textem. V této verzi má pět slok, přičemž z původního českého textu je převzata pouze část první sloky. Během mše svaté může být píseň zpívána při vstupu, před evangeliem a při obětním průvodu. Z německého originálu je odvozena i hornolužickosrbská verze písně, která je s číslem 237 uvedena pod názvem Wopomń, Krałowna Ty miła (česky Pamatuj, královno ty milá) v kancionálu Pobožny Wosadnik z roku 1889. Má sedm slok.